# Wes Saunders
Wes Saunders, diminutivo di Wesley Saunders (Sunderland, 23 febbraio 1963) è un allenatore di calcio ed ex calciatore inglese, di ruolo difensore.

## Caratteristiche tecniche
Era un difensore centrale.

## Carriera

### Giocatore
Saunders dopo aver giocato nelle giovanili del Newcastle Utd esordisce nella prima squadra delle Magpies (e contestualmente anche tra i professionisti) all'età di 18 anni, nella stagione 1981-1982; nei suoi primi tre anni di carriera gioca in totale 56 partite nella seconda divisione inglese, categoria dalla quale nella stagione 1983-1984 il Newcastle conquista una promozione: Saunders nella stagione 1984-1985 esordisce quindi in prima divisione, categoria in cui gioca 21 partite, salvo poi nel marzo del 1985 venire ceduto in prestito al Bradford City, con cui conclude la stagione giocando 5 partite in terza divisione, campionato che peraltro i Bantams vincono. Nell'estate del 1985 viene poi ceduto a titolo definitivo per 20000 sterline al Carlisle Utd, in seconda divisione; la sua esperienza con il club della Cumbria, pur se positiva a livello individuale (97 presenze e 11 reti in tre stagioni), è molto negativa a livello di squadra, visto che tra il 1985 ed il 1987 il club subisce due retrocessioni consecutive passando dalla seconda alla quarta divisione, categoria in cui gioca durante la stagione 1987-1988. Dal 1988 al 1990 Saunders gioca invece in Scozia, segnando in totale 2 reti in 50 presenze nella prima divisione scozzese con il Dundee; viene poi ceduto per 60000 sterline al Torquay Utd, con cui al suo primo anno in squadra conquista una promozione dalla quarta alla terza divisione inglese, categoria in cui gioca l'anno seguente per un totale di 61 presenze e 6 reti in tre stagioni(compresa anche la stagione 1992-1993, giocata nuovamente in quarta divisione), terminate le quali va a giocare a livello semiprofessionistico con lo Spennymoor Town.
In carriera ha totalizzato complessivamente 241 presenze e 17 reti nei campionati della Football League.

### Allenatore
Dal 1998 al 2001 ha allenato il Torquay United, in quarta divisione.

## Palmarès

### Giocatore

#### Competizioni nazionali
- Third Division: 1

Bradford City: 1984-1985